# Premi Nacional d'Investigació Ramón Menéndez Pidal
El Premi Nacional d'Investigació Ramón Menéndez Pidal és un premi d'Humanitats convocat pel Ministeri d'Educació i Ciència d'Espanya.
El premi es va instaurar en 2001 i pertany juntament amb altres nou premis als Premis Nacionals d'Investigació.
L'objectiu de tots aquests premis és el reconeixement dels mèrits de les científics o investigadors espanyols que realitzen «una gran labor destacada en camps científics de rellevància internacional, i que contribueixin a l'avanç de la ciència, al millor coneixement de l'home i la seva convivència, a la transferència de tecnologia i al progrés de la Humanitat».

## Premiats
| Any  | Investigador                   | Treball                                         |
| ---- | ------------------------------ | ----------------------------------------------- |
| 2002 | Álvaro Galmés de Fuentes       | filologia hispànica                             |
| 2004 | Francisco Rico Manrique        | contribució als estudis filològics i històrics. |
| 2006 | José Antonio Pascual Rodríguez | filologia hispànica                             |
| 2008 | Aurora Egido Martínez          | filologia hispànica                             |
| 2010 | Ignacio Bosque Muñoz           | filologia hispànica                             |
| 2014 | Violeta Demonte Barreto        | lingüística generativa                          |